# NGC 1246
NGC 1246 è una vasta galassia ellittica situata nella costellazione dell'Orologio, a una distanza di circa 270 milioni di anni luce dalla nostra Via Lattea.

## Scoperta
La galassia è stata scoperta il 2 novembre 1834 dall'astronomo britannico John Herschel.